# Паппас, Том
Том Паппас (англ. Tom Pappas; род. 6 сентября 1976, Azalea, Орегон) — американский легкоатлет, специалист по многоборьям. Выступал за сборную США по лёгкой атлетике в 1999—2008 годах, чемпион мира, многократный победитель и призёр первенств национального значения, участник трёх летних Олимпийских игр.

## Биография
Том Паппас родился 6 сентября 1976 года в поселении Азалея, штат Орегон.
Занимался лёгкой атлетикой во время учёбы в Университете Теннесси, неоднократно выступал на различных студенческих соревнованиях, в частности в 1999 году выигрывал чемпионат Национальной ассоциации студенческого спорта. В том же сезоне стал серебряным призёром на чемпионате США в Юджине, уступив в десятиборье только Крису Хаффинсу, вошёл в основной состав американской национальной сборной и побывал на чемпионате мира в Севилье — провалил здесь все попытки в прыжках с шестом и досрочно завершил выступление.
В 2000 году одержал победу на чемпионате США в Сакраменто и тем самым удостоился права защищать честь страны на летних Олимпийских играх в Сиднее — набрал в сумме всех дисциплин десятиборья 8425 очков, расположившись в итоговом протоколе соревнований на пятой строке.
В 2001 году выступил на Играх доброй воли в Брисбене, откуда привёз награду бронзового достоинства.
В 2002 году победил на чемпионате США в Пало-Алто.
На чемпионате США 2003 года в Пало-Алто вновь был лучшим в десятиборье, установив при этом свой личный рекорд в данной дисциплине — 8784 очка. Помимо этого, завоевал золотые медали на чемпионате мира в помещении в Бирмингеме и на чемпионате мира в Париже. За эти выдающиеся достижения по итогам сезона был награждён Призом Джесси Оуэнса как лучший легкоатлет Соединённых Штатов.
В 2004 году на национальной олимпийской квалификации в Сакраменто стал вторым позади Брайана Клэя. На Олимпийских играх в Афинах провалил все попытки в прыжках с шестом и не показал никакого результата.
На чемпионате США 2006 года в Индианаполисе вновь превзошёл всех соперников в десятиборье, став таким образом четырёхкратным чемпионом страны.
В 2007 году добавил в послужной список ещё одно золото национального чемпионата, отметился выступлением на чемпионате мира в Осаке.
Благополучно прошёл отбор на Олимпийские игры 2008 года в Пекине, однако из-за травмы вынужден был завершить выступление уже после двух дисциплин.
Последний раз показывал сколько-нибудь значимые результаты в лёгкой атлетике в сезоне 2010 года, когда стал серебряным призёром в семиборье на зимнем чемпионате США в Альбукерке и в десятиборье на летнем чемпионате США в Де-Мойне — в обоих случаях уступил Джейку Арнольду.